# Hertník
Hertník (in ungherese Hertnek, in tedesco Herknecht o Hartnicht) è un comune della Slovacchia facente parte del distretto di Bardejov, nella regione di Prešov.

## Storia
Il villaggio venne fondato nel 1351 da coloni tedeschi. Qui si amministrava la giustizia secondo il diritto germanico. Nel 1427 passò ai Perény che vi fondarono l'omonima Signoria. Quest'ultima, con il tempo, annetté i villaggi circostanti di Bogliarka, Kríže, Šiba, Osikov, Hervartov, Lukov e Livov. Successivamente, Hertník passò ai Forgách, ai Klobussicy, ai Tárcsay, agli Szapolyai e nel XIX secolo a Friederich von Anhalt.
Il villaggio conserva un castello del 1563 in stile rinascimentale.